# 주머니뛰는쥐
주머니뛰는쥐(Antechinomys laniger) 또는 쿨타르(영어: Kultarr)는 주머니고양이목에 속하는 유대류의 일종이다. 주머니뛰는쥐속(Antechinomys)의 유일종이다. 오스트레일리아 중부 및 남부 지역의 토착종이며, 산개된 산림 지대와 관목이 우거진 반사막 지대에서 서식한다.

## 같이 보기
- 노토미스속